# Falcatula penumbra
Falcatula penumbra är en fjärilsart som beskrevs av Clark 1936. Falcatula penumbra ingår i släktet Falcatula och familjen svärmare. Inga underarter finns listade i Catalogue of Life.